# FIVB 배구 월드리그
FIVB 배구 월드리그(영어: FIVB Volleyball World League)는 배구 종목을 총괄하는 국제기구인 국제 배구 연맹(FIVB)이 주관했던 국제 배구 대회이다. 대회는 1990년에 창설되었으며, FIVB 가맹국의 성인 남자 국가대표팀이 참여했다. 보통 4년 주기의 토너먼트로 열리는 여타의 주요 국가대항전 대회와는 달리, 매년 여름에 리그 형식으로 개최되었다. 대회는 통상적으로 배구 월드리그나 월드리그라고 줄여서 불렀다. 동일한 성격의 여자부 대회로는 FIVB 배구 월드그랑프리가 있었다.2018년부터 네이션스리그로 대체된다.

## 역사
국제 배구 연맹(이하 "FIVB")이 기존에 주관해 왔던 올림픽 배구나 세계 선수권대회는 4년을 주기로, 개최지에 국한하여 열리기 때문에 다수의 사람들이 세계 최상위 배구를 접하기에는 시간적･공간적 제약이 존재했다. 이러한 문제점을 해소하고 세계 남자배구의 활성화를 위하여 FIVB는 1990년에 FIVB 배구 월드리그(이하 "월드리그")를 창설하였다. 기존의 제약을 극복하기 위해 월드리그는 1년을 주기로, (예선 라운드의 경우) 개최지를 순환하여 열리도록 계획되었다. 월드리그에 참가하고자 하는 국가는 의무적으로 대회에 대한 매스컴 보도 및 TV 생중계를 제공하도록 규정한 것 역시 이러한 노력의 일환으로 이루어졌다. 대회의 총 상금은 1990년 창설 당시 100만 달러였지만 2004년 기준으로 1300만 달러까지 대폭 늘어났다. 월드리그의 성공을 발판으로 FIVB는 월드리그의 여자부 대회라고 할 수 있는 FIVB 배구 월드그랑프리를 1993년에 창설하였다.

#### 1990년대
1990년대에 이탈리아가 1990년･1991년･1992년･1994년･1995년･1997년･1999년 월드리그에서 우승하며 총 7번 우승 트로피를 가져가는 압도적인 모습을 보였다. 1993년 월드리그에서는 당시 올림픽 챔피언이자 개최국이었던 브라질에게 대권을 넘겨줬다. 1996년 월드리그에서는 네덜란드가 5세트에 걸쳐서 아슬아슬하게 이탈리아를 누르고 대권을 차지했으며, 이러한 양상은 월드리그 이후 열렸던 1996년 하계 올림픽에서 재현되기도 했다. 1998년 월드리그에서는 쿠바가 최초로 대권을 가져갔다.

#### 2000년대
2000년 월드리그에서도 트로피를 들어올린 이탈리아의 압도적인 모습은 2001년 월드리그에서 브라질에 3-0으로 패하면서 기울기 시작했다. 브라질은 2001년에 2번째 우승 트로피를 드는 것을 시작으로 2003년부터 2007년까지의 월드리그에서 무려 대회 5연패를 달성한다. 2000년대에 브라질은 올림픽 배구와 월드리그 모두에서 두각을 드러낸다. 브라질이 2000년대에 월드리그에서 우승하지 못한 것은 (상술한 2000년 월드리그를 제외하면) 러시아가 우승한 2002년과 미국이 우승한 2008년 월드리그뿐이었다.

#### 2010년대
2010년대에 들어서면서 1990년대의 이탈리아나 2000년대의 브라질처럼 월드리그를 압도하는 팀은 나타나지 않고 있으며 다양한 국가들이 우승 트로피를 들어올렸다. 러시아는 2011년･2013년 월드리그에서 역대 2･3번째 대권을 차지했고, 프랑스는 2015년･2017년 월드리그에서 역대 1･2번째 대권을 차지하면서 새로운 강팀으로 자리매김하였다. 폴란드는 2012년, 미국은 2014년, 세르비아는 2016년에 각각 한 번씩 우승 트로피를 들어올렸다.
한편, 2014년에 대회 방식에 있어서 중대한 변화가 생겼다. 이전까지 월드리그에서 참가국들은 3개의 조로 편성되어 예선 라운드를 치르고, 그 결과 각 조의 상위권 팀들 및 결선 라운드의 개최국이 결선 라운드에 참여하는 대회 방식을 채택했다. 하지만 2014년을 기점으로 승강제가 도입되어 월드리그 참가국들은 세계 랭킹에 따라 자동적으로 1그룹(상위권 국가 배구리그), 2그룹(중위권 국가 배구리그), 3그룹(하위권 국가 배구리그)으로 편성되고, 각 그룹 내에서의 경쟁을 통해 상위 그룹으로 승격될 팀과 하위 그룹으로 강등될 팀을 결정짓고, 각 그룹별로 우승 팀을 가리는 식으로 개편되었다. 소속 그룹이 상위 그룹일수록 경기별 쌓을 수 있는 랭킹 포인트에 차등을 두어서, 올림픽 배구 출전을 위해서는 보다 상위 그룹으로 승격하거나 잔류하는 것이 유리하다.
월드리그 2그룹에서는 오스트레일리아가 2014년, 프랑스가 2015년, 캐나다가 2016년, 슬로베니아가 2017년 우승하였다. 특이점으로 2015년에는 2그룹 우승팀에게 당해 대회 1그룹 결선 라운드 진출권을 부여했다. 그 결과, 2015년 2그룹 우승팀인 프랑스는 1그룹 결선 라운드에도 진출하였고 1그룹에서마저 우승하는 기염을 토했다. 월드리그 3그룹에서는 쿠바가 2014년, 이집트가 2015년, 슬로베니아가 2016년, 에스토니아가 2017년 우승하였다.

#### 대한민국의 월드리그 참가
대한민국은 1991년부터 월드리그에 참가하여, 2017년까지 월드리그에 총 19회 참가하였다. 이는 전체 참가국들을 기준으로 12위에 해당하는 월드리그 출전 기록이다. 대한민국은 1995년 월드리그에서 최초로 리우데자네이루에서 개최된 결선 라운드에 진출하였다. 현재 대한민국은 2그룹에 소속되어 있다.

## 대회 형식
참가 16개국을 4개국씩 4조로 나누어, 각 조 1,2위의 2팀(결승 리그 개최국 탈락시 그 조3위) 8개국이 결승 리그 진출. 현재는 참가국이 16개국에서 32개국으로 늘어났고 4개국씩 8개조로 나누어 경기를 한다. 우승상금은100만달러(11억원)이다.

## 역대 대회 결과
| 1990 | 오사카             | 이탈리아       | 3–0         | 네덜란드            | 브라질              | 3–1         | 소련           | 8 / 4  |
| 1991 | 밀라노             | 이탈리아       | 3–0         | 쿠바                | 소련                | 3–1         | 네덜란드       | 10 / 4 |
| 1992 | 제노바             | 이탈리아       | 3–1         | 쿠바                | 미국                | 3–1         | 네덜란드       | 12 / 4 |
| 1993 | 상파울루           | 브라질         | 3–0         | 러시아              | 이탈리아            | 3–0         | 쿠바           | 12 / 4 |
| 1994 | 밀라노             | 이탈리아       | 3–0         | 쿠바                | 브라질              | 3–2         | 불가리아       | 12 / 6 |
| 1995 | 리우데자네이루     | 이탈리아       | 3–1         | 브라질              | 쿠바                | 3–2         | 러시아         | 12 / 6 |
| 1996 | 로테르담           | 네덜란드       | 3–2         | 이탈리아            | 러시아              | 3–2         | 쿠바           | 11 / 6 |
| 1997 | 모스크바           | 이탈리아       | 3–0         | 쿠바                | 러시아              | 3–0         | 네덜란드       | 12 / 6 |
| 1998 | 밀라노             | 쿠바           | 라운드 로빈 | 러시아              | 네덜란드            | 라운드 로빈 | 이탈리아       | 12 / 4 |
| 1999 | 마르델플라타       | 이탈리아       | 3–1         | 쿠바                | 브라질              | 3–1         | 러시아         | 12 / 6 |
| 2000 | 로테르담           | 이탈리아       | 3–2         | 러시아              | 브라질              | 3–0         | 유고슬라비아   | 12 / 6 |
| 2001 | 카토비체           | 브라질         | 3–0         | 이탈리아            | 러시아              | 3–0         | 유고슬라비아   | 16 / 8 |
| 2002 | 벨루오리존치       | 러시아         | 3–1         | 브라질              | 유고슬라비아        | 3–1         | 이탈리아       | 16 / 8 |
| 2003 | 마드리드           | 브라질         | 3–2         | 세르비아 몬테네그로 | 이탈리아            | 3–1         | 체코           | 16 / 8 |
| 2004 | 로마               | 브라질         | 3–1         | 이탈리아            | 세르비아 몬테네그로 | 3–0         | 불가리아       | 12 / 4 |
| 2005 | 베오그라드         | 브라질         | 3–1         | 세르비아 몬테네그로 | 쿠바                | 3–2         | 폴란드         | 12 / 4 |
| 2006 | 모스크바           | 브라질         | 3–2         | 프랑스              | 러시아              | 3–0         | 불가리아       | 16 / 6 |
| 2007 | 카토비체           | 브라질         | 3–1         | 러시아              | 미국                | 3–1         | 폴란드         | 16 / 6 |
| 2008 | 리우데자네이루     | 미국           | 3–1         | 세르비아            | 러시아              | 3–1         | 브라질         | 16 / 6 |
| 2009 | 베오그라드         | 브라질         | 3–2         | 세르비아            | 러시아              | 3–0         | 쿠바           | 16 / 6 |
| 2010 | 코르도바           | 브라질         | 3–1         | 러시아              | 세르비아            | 3–2         | 쿠바           | 16 / 6 |
| 2011 | 그단스크･소포트    | 러시아         | 3–2         | 브라질              | 폴란드              | 3–0         | 아르헨티나     | 16 / 8 |
| 2012 | 소피아             | 폴란드         | 3–0         | 미국                | 쿠바                | 3–2         | 불가리아       | 16 / 6 |
| 2013 | 마르델플라타       | 러시아         | 3–0         | 브라질              | 이탈리아            | 3–2         | 불가리아       | 18 / 6 |
| 2014 | 피렌체             | 미국           | 3–1         | 브라질              | 이탈리아            | 3–0         | 이란           | 28 / 6 |
| 2014 | 2그룹 시드니       | 오스트레일리아 | 3–2         | 프랑스              | 벨기에              | 3–0         | 네덜란드       | 28 / 6 |
| 2014 | 3그룹 부르사       | 쿠바           | 3–2         | 튀르키예            | 중화인민공화국      | 3–1         | 슬로바키아     | 28 / 6 |
| 2015 | 리우데자네이루     | 프랑스         | 3–0         | 세르비아            | 미국                | 3–0         | 폴란드         | 32 / 6 |
| 2015 | 2그룹 바르나       | 프랑스         | 3–0         | 불가리아            | 아르헨티나          | 3–2         | 벨기에         | 32 / 6 |
| 2015 | 3그룹 브라티슬라바 | 이집트         | 3–2         | 몬테네그로          | 슬로바키아          | 3–2         | 중화인민공화국 | 32 / 6 |
| 2016 | 크라쿠프           | 세르비아       | 3–0         | 브라질              | 프랑스              | 3–0         | 이탈리아       | 36 / 6 |
| 2016 | 2그룹 마토지뉴스   | 캐나다         | 3–0         | 포르투갈            | 네덜란드            | 3–1         | 튀르키예       | 36 / 6 |
| 2016 | 3그룹 프랑크프루트 | 슬로베니아     | 3–1         | 독일                | 그리스              | 3–1         | 중화 타이베이  | 36 / 6 |
| 2017 | 쿠리치바           | 프랑스         | 3–2         | 브라질              | 캐나다              | 3–1         | 미국           | 36 / 6 |
| 2017 | 2그룹 골드코스트   | 슬로베니아     | 3–0         | 일본                | 오스트레일리아      | 3–0         | 네덜란드       | 36 / 6 |
| 2017 | 3그룹 레온         | 에스토니아     | 3–0         | 스페인              | 독일                | 3–0         | 멕시코         | 36 / 6 |

## 기록과 통계

### 국가별 우승 횟수
| 우승국   | 우승 횟수 |
| -------- | --------- |
| 브라질   | 9회       |
| 이탈리아 | 8회       |
| 러시아   | 3회       |
| 미국     | 2회       |
| 프랑스   | 2회       |
| 쿠바     | 1회       |
| 세르비아 | 1회       |
| 네덜란드 | 1회       |
| 폴란드   | 1회       |

### 국가별 메달 집계
| 순위 | 국가     | 금메달 | 은메달 | 동메달 | 합계 |
| ---- | -------- | ------ | ------ | ------ | ---- |
| 1    | 브라질   | 9      | 7      | 4      | 20   |
| 2    | 이탈리아 | 8      | 3      | 4      | 15   |
| 3    | 러시아   | 3      | 5      | 7      | 15   |
| 4    | 미국     | 2      | 1      | 3      | 6    |
| 5    | 프랑스   | 2      | 1      | 1      | 4    |
| 6    | 쿠바     | 1      | 5      | 3      | 9    |
| 6    | 세르비아 | 1      | 5      | 3      | 9    |
| 8    | 네덜란드 | 1      | 1      | 1      | 3    |
| 9    | 폴란드   | 1      | 0      | 1      | 2    |
| 9    | 캐나다   | 0      | 0      | 1      | 1    |
| 합계 | 합계     | 28     | 28     | 28     | 84   |

### 국가별 4강 기록
| 순위 | 국가       | 우승 (최근) | 준우승 (최근) | 3위 (최근) | 4위 (최근) |
| ---- | ---------- | ----------- | ------------- | ---------- | ---------- |
| 1    | 브라질     | 9회 (2010)  | 7회 (2017)    | 4회 (2000) | 1회 (2008) |
| 2    | 이탈리아   | 8회 (2000)  | 3회 (2004)    | 4회 (2014) | 3회 (2016) |
| 3    | 러시아     | 3회 (2013)  | 5회 (2010)    | 7회 (2009) | 2회 (1999) |
| 4    | 미국       | 2회 (2014)  | 1회 (2012)    | 3회 (2015) | 1회 (2017) |
| 5    | 프랑스     | 2회 (2017)  | 1회 (2006)    | 1회 (2016) | 0회        |
| 6    | 쿠바       | 1회 (1998)  | 5회 (1999)    | 3회 (2012) | 4회 (2010) |
| 7    | 세르비아   | 1회 (2016)  | 5회 (2015)    | 3회 (2010) | 2회 (2001) |
| 8    | 네덜란드   | 1회 (1996)  | 1회 (1990)    | 1회 (1998) | 2회 (1997) |
| 9    | 폴란드     | 1회 (2012)  | 0회           | 1회 (2011) | 3회 (2015) |
| 10   | 캐나다     | 0회         | 0회           | 1회 (2017) | 0회        |
| 11   | 불가리아   | 0회         | 0회           | 0회        | 5회 (2013) |
| 12   | 체코       | 0회         | 0회           | 0회        | 1회 (2003) |
| 12   | 아르헨티나 | 0회         | 0회           | 0회        | 1회 (2011) |
| 12   | 이란       | 0회         | 0회           | 0회        | 1회 (2014) |

### 국가별 개최 횟수
다음은 역대 월드리그 결선 라운드를 개최한 국가들의 목록이다.
| 개최국     | 개최 횟수 | 개최년도                           |
| ---------- | --------- | ---------------------------------- |
| 이탈리아   | 6         | 1991, 1992, 1994, 1998, 2004, 2014 |
| 브라질     | 6         | 1993, 1995, 2002, 2008, 2015, 2017 |
| 폴란드     | 4         | 2001, 2007, 2011, 2016             |
| 아르헨티나 | 3         | 1999, 2010, 2013                   |
| 네덜란드   | 2         | 1996, 2000                         |
| 러시아     | 2         | 1997, 2006                         |
| 세르비아   | 2         | 2005, 2009                         |
| 일본       | 1         | 1990                               |
| 스페인     | 1         | 2003                               |
| 불가리아   | 1         | 2012                               |

## 같이 보기
- 올림픽 배구
- FIVB 남자 배구 네이션스리그
- FIVB 세계 남자 배구 선수권 대회
- FIVB 남자 배구 월드컵
- FIVB 월드그랜드챔피언스컵
- FIVB 배구 월드그랑프리
- FIVB 여자 배구 네이션스리그
- FIVB 세계 여자 배구 선수권 대회
- FIVB 여자 배구 월드컵